# 365443 Holiday
365443 Holiday è un asteroide della fascia principale. Scoperto nel 2010, presenta un'orbita caratterizzata da un semiasse maggiore pari a 2,3318695 UA e da un'eccentricità di 0,2391600, inclinata di 5,72468° rispetto all'eclittica.